# Des attractions désastre
 (août 2016).
Si vous disposez d'ouvrages ou d'articles de référence ou si vous connaissez des sites web de qualité traitant du thème abordé ici, merci de compléter l'article en donnant les références utiles à sa vérifiabilité et en les liant à la section « Notes et références ».
Singles de Étienne Daho
Saudade
(1991) Comme un iglou
Des attractions désastre est une chanson d'Étienne Daho parue en 1991 et tirée de son album Paris ailleurs. Il s'agit du deuxième single de son 5e album, et l'un de ses plus grands succès. Elle sert d'introduction à l'album, et à plusieurs de ses spectacles (Daholympia, par exemple). 

## Thème
La chanson est autobiographique, puisque que il est possible d'entendre « Daho » au début, et il chante « vous m'appelez Étienne ».[réf. nécessaire] D'ailleurs, Rennes (où il a passé son enfance) et Londres, qui sont des villes importantes pour le chanteur, sont citées.[réf. nécessaire]

## Clip de l'album
Le clip est connu car pour la première fois (pendant le refrain), on peut[Qui ?] voir Édith Fambuena, avec Étienne Daho, en train de jouer de la guitare électrique. Pendant les couplets, il s'agit juste d'images montrant Étienne Daho, dans New-York.[réf. nécessaire]

## Popularité
Comme pour le premier single de l'album Saudade, Des attractions désastre n'a jamais été enlevée d'une set-list à partir de la tournée de Paris ailleurs[réf. nécessaire]. Son meilleur classement fut 25e, tout en restant 9 semaines.